# Middlebury College

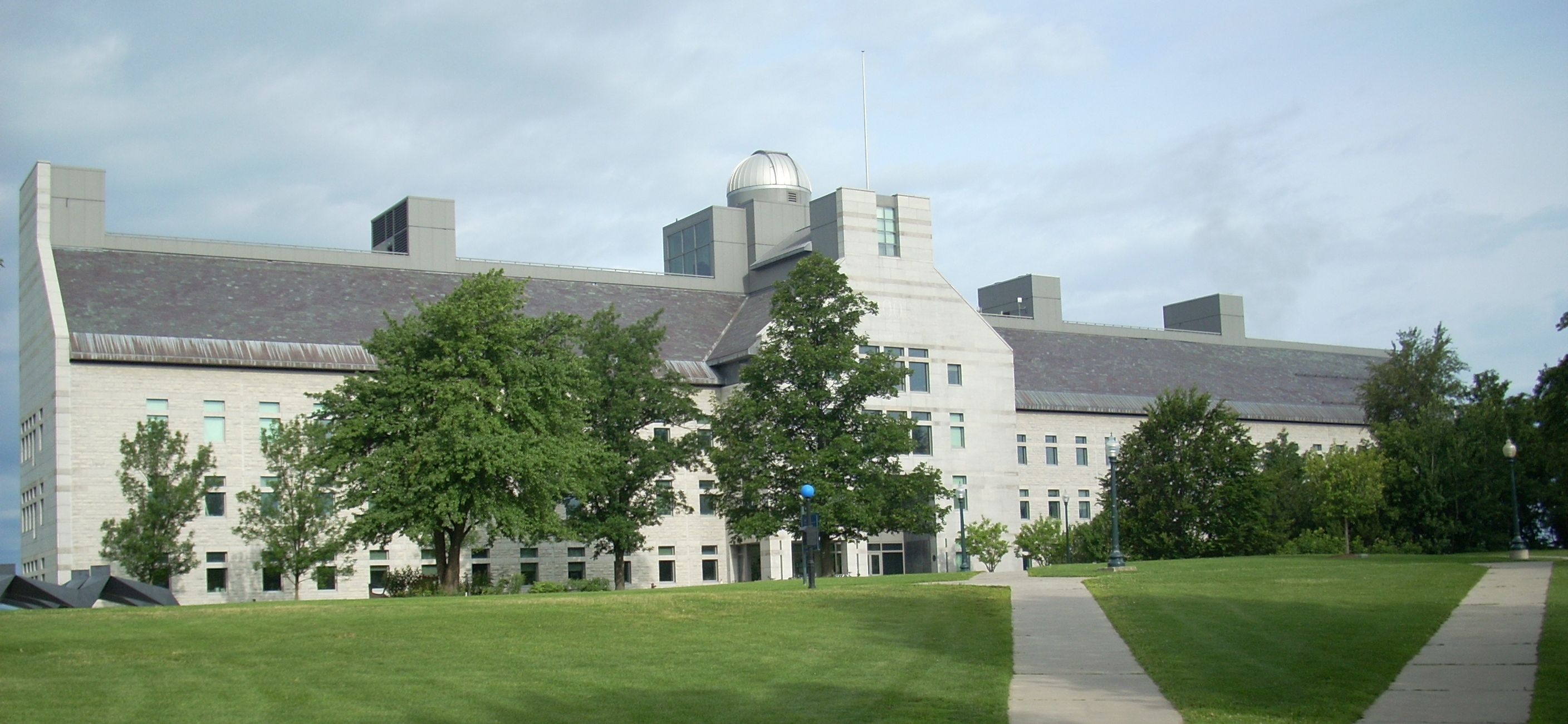
McCardell Bicentennial Hall vid Middlebury College.

Middlebury College grundades 1800 och är ett liberal arts college i Middlebury i Vermont. Middlebury började med sina språkprogram 1915. År 2005 grundade skolan Mugglar-quidditch, vilket fick en viss medial uppmärksamhet 2 år efter.